# 모르샨스크

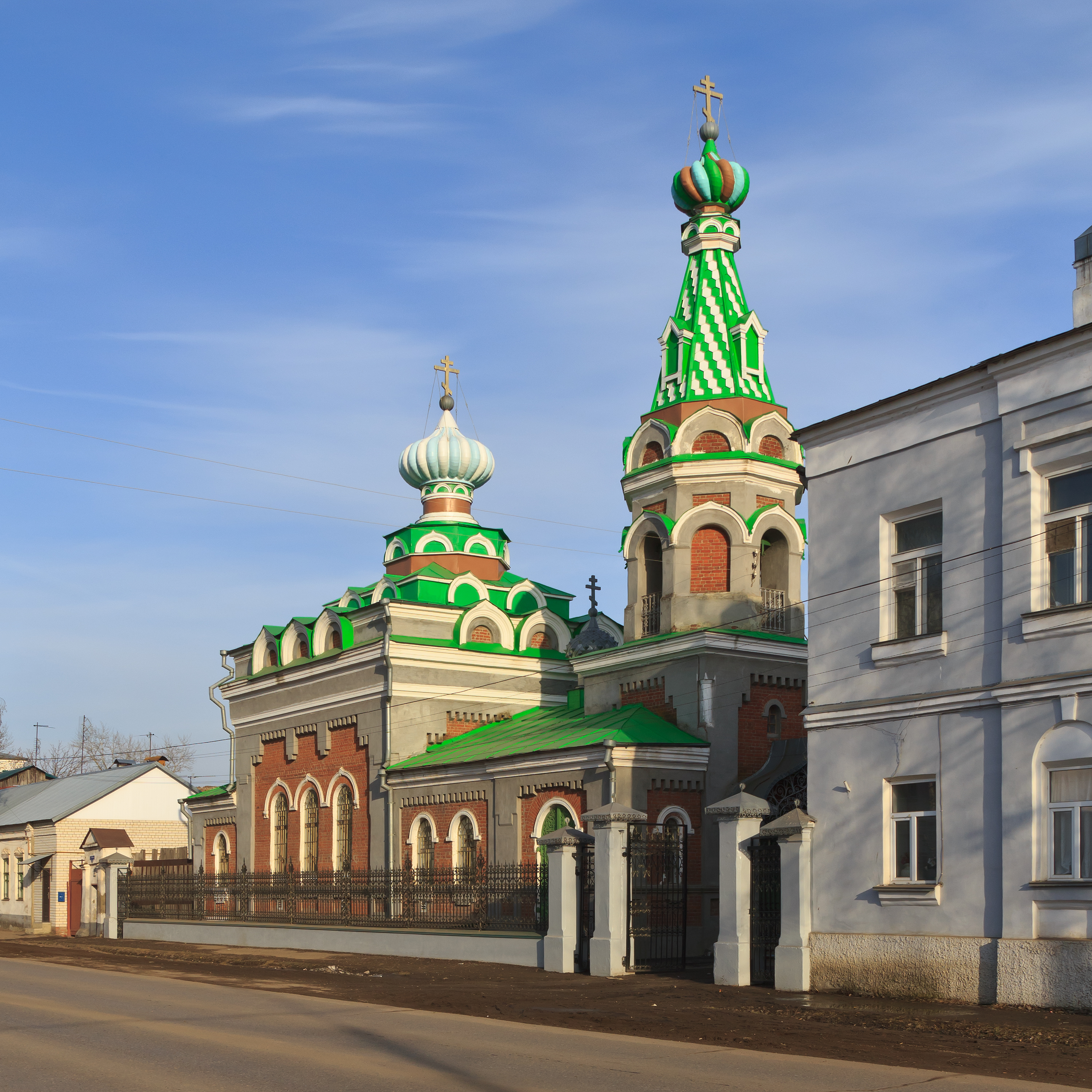

모르샨스크(러시아어: Морша́нск)는 탐보프 주에 위치한 도시이름이고, 츠나강(오카강의 지류)이 탐보프에서 북쪽으로 93 km까지 흐르고 있다. 인구는 4만 4,486명(2002년); 4만 4,000명(1970년)이다.